# Колароска, Мария
Мария Колароска (макед. Марија Колароска; 21 сентября 1997, Крушево) — македонская лыжница, участница Олимпийских игр 2014 года.

## Биография
Помимо лыжных гонок, тренируется в биатлоне, однако из-за возрастных ограничений в этом виде спорта не смогла отбираться на Олимпийские игры в Сочи в этой дисциплине.
В спортивной программе на Олимпийских играх в Сочи Мария выступала на дистанции 10 км классическим стилем, в итоге пришла 74-й за 44 минуты и 46 секунд с отставанием от лидера 16:28,2.